# Conflito entre fulanis e mossis
O conflito entre fulanis e mossis, também conhecido como conflito peúle-mossi, refere-se a vários ataques e massacres entre pastores fulanis e agricultores mossis, predominantemente localizados em Burkina Faso. Trata-se de um subconflito da insurreição jihadista no Burkina Faso, que começou em 2015, apesar dos assassinatos e ataques por motivos étnicos não tenham ocorrido em larga escala até o Massacre de Yirgou, em 2019.
Embora o sentimento anti-fulani tenha impulsionado conflitos na Nigéria e no Mali por décadas, o conflito entre os grupos fulanis e mossis tem sido definido principalmente pela composição mossi dos grupos Koglweogo pró-governo, que compõem a maioria dos Voluntários para a Defesa da Pátria. Os militantes fulanis constituem uma grande parte dos grupos jihadistas, como Jama'at Nasr al-Islam wal Muslimin e o Estado Islâmico – Província do Sahel, e os civis fulanis são frequentemente alvos das forças mossis governistas por suspeita de serem afiliados a esses grupos.

## Contexto

### Composição étnica de Burkina Faso e ascensão dos Koglweogos
O povo mossi habita o centro de Burkina Faso, incluindo a capital, Ouagadougou, e representa a maioria da população do país. Por isso, os mossis desempenham um papel importante no governo burquinense. No norte rural, os pastores nômades fulanis representam uma grande parcela da população, estendendo-se até as fronteiras porosas do Níger e do Mali. No leste, os gourmantches constituem uma grande maioria. Os fulanis, no norte de Burkina Faso, sentem-se negligenciados pelo Estado há décadas.
Os grupos de autodefesa mossis, conhecidos como Koglweogos, surgiram nas décadas de 1990 e 2000 como resposta ao aumento do banditismo nas áreas rurais. Expandiram-se após a revolta em Burkina Faso em 2014 devido à falta de segurança e acabaram por se tornar grandes atores políticos nas suas respectivas áreas. Os Koglweogos são geralmente pró-governo e vagamente conectados e, no final da década de 2010, ocasionalmente se envolveram em confrontos com grupos fulanis e combatentes dozos no oeste do país. Embora os Koglweogos sejam predominantemente mossis em grande parte do país, existem grupos Koglweogos gourmantches em Fada N'gourma e nos arredores.

### Insurgência jihadista
Em 2015, Amadou Koufa fundou o Katiba Macina como um grupo jihadista baseado no centro do Mali e aliado ao Ansar Dine e a outros grupos afiliados à al-Qaeda  no Mali que se rebelaram contra o governo na rebelião tuaregue de 2012. Koufa, um fulani, utilizou seu passado como pregador islâmico radical para atrair jovens fulanis desanimados com a hierarquia tradicional fulani para o seu grupo. O Katiba Macina envolveu-se em conflito com grupos dogons no sul do Mali, dando início à formação do grupo de defesa dogon Dan Na Ambassagou. O Dan Na Ambassagou era apoiado pelo governo malinês, mas esse apoio foi posteriormente retirado após o grupo cometer massacres contra civis fulanis.
As ideias de Koufa eram populares entre os fulanis além-fronteiras. Um dos seus primeiros protegidos, Ibrahim Malam Dicko, foi um pregador radical burquinense fulani que trouxe uma célula do Katiba Macina para o norte do Burkina Faso em 2015 para formar o Ansarul Islam. O Ansarul Islam se expandiu para uma insurgência jihadista e, em 2017, facilitou a ascensão da Jama'at Nasr al-Islam wal-Muslimin, da qual Katiba Macina faz parte. Estes grupos recrutaram fortemente em comunidades fulanis no norte e leste de Burkina Faso, explorando disputas de terras existentes em comunidades como Tongomayel e Boulsa.

## Conflito

### Koglweogos e Yirgou
Embora tenha havido pequenos ataques entre as comunidades fulanis e mossis, auxiliados fortemente pelo JNIM e Koglweogos de ambos os lados, o conflito entre fulanis e mossis não começou efetivamente até 31 de dezembro de 2018, quando jihadistas que falavam Fulfulde entraram no vilarejo de Yirgou no Departamento de Barsalogho, matando doze pessoas, incluindo o prefeito da cidade e seu filho.  Grupos locais de Koglweogo uniram-se após o massacre e, em 8 de março de 2019, atacaram as aldeias de Barga, Dingalla-Peulh e Ramdolla-Peulh. O Peulh de ambos locais denota que as aldeias tinham principalmente residentes fulanis. Pelo menos 43 civis foram mortos pelos Koglweogos, que atacaram mais dezessete vilas e mataram mais de 210 civis - a maioria fulanis.  Os assassinatos em retaliação ao Massacre de Yirgou continuaram até 22 de junho de 2019.
Em outubro de 2019, o Movimento de Resistência Popular (MRP) foi fundado como uma forma de conectar os Koglweogos, que lutam contra grupos jihadistas no norte do país, com a ajuda governamental e trazer grupos dozo para essa coalizão. O chefe de uma organização nacional Koglweogo, Rassamkande Naaba, negou que o propósito dos Koglweogo fosse combater o jihadismo e, em vez disso, afirmou que os Koglweogos locais eram responsáveis pela segurança de sua área.

### VDP e envolvimento do governo
Em 7 de novembro de 2019, após um ataque jihadista a um comboio de mineração que matou 37 pessoas, o presidente Roch Marc Christian Kaboré aprovou uma lei que criava os Voluntários para a Defesa da Pátria (VDP), uma milícia civil que cooptou muitos grupos Koglweogo em cidades na linha de frente entre o governo e os jihadistas.  A lei efetivamente deu ao governo burquinense uma saída para atacar comunidades fulanis suspeitas de abrigar grupos jihadistas e deu aos membros do Koglweogo impunidade legal para realizar esses ataques. Os ataques discriminatórios do Koglweogos e do VDP levaram os jovens fulanis a juntar-se às fileiras dos jihadistas, exacerbando o conflito jihadista.
Um exemplo desses massacres motivados etnicamente, sancionados e cometidos pelas forças burquinenses, ocorreu ao redor da cidade de Djibo, no norte de Burkina Faso, em 2020. As forças burquinenses tinham como alvo jovens fulanis suspeitos de serem jihadistas ou simpatizantes, e frequentemente os executavam em massa com os corpos sendo espalhados nas estradas dentro e fora da cidade. Estes massacres foram cometidos pelas forças armadas e pela polícia burquinense com a ajuda de voluntários civis locais. Na altura dos massacres, Djibo estava sob forte ameaça de grupos jihadistas, que atacavam regularmente as forças burquinenses.
Desde o golpe de Estado de setembro de 2022, que permitiu Ibrahim Traoré chegar ao poder, o governo do Burkina Faso tem confiado cada vez mais nos VDP para guarnecer bases nas zonas rurais do país e garantir a presença governamental nas áreas onde os jihadistas estão ativos. Ao contrário de 2019, onde o conflito entre fulanis e mossis foi amplamente impulsionado por jihadistas e grupos locais Koglweogo, a mobilização em massa para o VDP atraiu os mossis de Ouagadougou e de outros lugares do país para lutar em áreas de onde não são. Isso permitiu um ciclo comum de ataques: grupos jihadistas atacam bases rurais de Burkina Faso compostas por VDP e soldados mal treinados e, em seguida, as forças do governo massacram aldeias próximas em retaliação.  Esses tipos de massacres ocorreram principalmente em Karma em abril de 2023, Nondin e Soro e Bibgou e Soualimou em fevereiro de 2024, e na parte oriental do país em maio de 2024. Após os massacres, os civis simpatizam com os grupos jihadistas e o ciclo recomeça.  Em todos os massacres, civis fulanis e não-mossis como gourmantches foram alvos, embora civis mossis também tenham sido frequentemente mortos devido à natureza indiscriminada dos ataques. 

### Conflito intra-fulanis
Apesar de o governo burquinense e os Koglweogos terem como alvo todos os fulanis, diferentes clãs fulanis em Burkina Faso não são tão simpáticos ao governo. Os jovens das castas mais baixas geralmente apoiam as ideias de jihad de Amadou Koufa para derrubar a hierarquia social fulani. Nos ataques jihadistas, os perpetradores raramente discriminam entre fulanis e não-fulanis, apesar de serem fulanis. No entanto, esses grupos frequentemente tendem a visar civis fulanis que vivem em comunidades sedentárias em vez de grupos nômades. Para os civis fulanis, isso torna a ameaça dupla: tropas governamentais e Koglweogos, que suspeitam que sejam terroristas, e grupos jihadistas, que suspeitam que apoiem o governo.
No norte de Burkina Faso, o principal grupo jihadista ao qual os fulanis aderem é o Ansarul Islam ou o Katiba Macina, ambos facções dominadas pelos fulanis da Jama'at Nasr al-Islam wal-Muslimin. No nordeste de Burkina Faso, especialmente na Região Sahel, alguns clãs fulanis, como os Toloobe, juntaram-se ao Estado Islâmico – Província do Sahel. Antes de 2019, os dois grupos trabalhavam em conjunto e partiam da mesma base de fulanis e tuaregues, embora desde 2019 o Estado Islâmico e o JNIM estejam em guerra entre si. Apesar de razões ideológicas para os dois grupos entrarem em guerra, muitos fulanis se juntam a ambos por razões não ideológicas.

## Deslocamento
Muitos fulanis e mossis foram deslocados de suas aldeias devido a ataques jihadistas e discriminação governamental. Cerca de 30.000 fulanis deslocados de áreas por todo o país residiam em Ouagadougou em 2024, embora a quantidade de fulanis, mossis e gourmantches dos 2,1 milhões de civis deslocados durante toda a insurgência jihadista em Burkina Faso não seja conhecida. Os fulanis em Ouagadougou são frequentemente negligenciados pelo governo da junta, e os campos de deslocados estão superlotados de refugiados.

## Nota
- Este artigo foi inicialmente traduzido, total ou parcialmente, do artigo da Wikipédia em inglês cujo título é «Fulani-Mossi conflict».